# 杵築藩
杵築藩（木付藩、きつきはん）は、江戸時代の豊後国国東郡・速見郡内を領した藩。藩庁は杵築城（大分県杵築市）。

## 略史
元来、この地は大友氏の一族である木付氏が領していた。しかし、文禄2年（1593年）、大友義統が豊臣秀吉の勘気に触れ除封となると木付氏も同時に滅びた。その後、前田玄以、秀吉の腹心だった宮部継潤（文禄2年（1593年）に国東、速見、日田、玖珠の北部4郡の検地（太閤検地）を担当した）、杉原長房、早川長政が入封し、次いで細川忠興が慶長4年（1599年）、丹後国宮津12万石に加えこの地（6万石）を領有し、松井康之、有吉立行などを杵築城代として統治させた。慶長5年（1600年）の関ヶ原の戦いの戦功により、豊前一国を加増された忠興は本拠を中津城に定め、木付と呼ばれたこの地も領地の一部となった。細川家は藩庁を小倉城に移し小倉藩となるが、寛永9年（1632年）、忠興の子忠利が熊本藩に転封となる。小倉には小笠原忠真が封じられ、木付には忠真の弟で旗本の小笠原忠知が4万石の大名に取り立てられ入封、木付藩が成立した。
正保2年（1645年）、忠知は三河国吉田藩に転封となり、代わって松平英親が3万2千石にて豊後国高田藩より移封され、明治維新までこの地を領した。平地の少ない領地であったため、新田開発や工芸作物、特に藺草の栽培を奨励した。新田開発においては三河より100余人の農民を呼び、俗に「三河新田」と呼ばれる農地を開墾した。
3代重休の正徳2年（1712年）、幕府より与えられた朱印状において「木付」が「杵築」と書き誤っていた。そこで、幕府に伺いを立てた上、この地を杵築と表記するようになった。
享保の大飢饉以後、藩財政は悪化し、8代親賢は領内在住の学者・三浦梅園を登用し財政再建に取り組んだ。その進言により天明年間（1781年 - 1789年）に藩校「学習館」を開いた。
明治2年（1869年）、版籍奉還によって杵築知藩事に旧藩主の親貴が任じられ、行政区分としての杵築藩が置かれたが、明治4年（1871年）、廃藩置県により杵築県となり、のち、大分県に編入された。能見松平家は明治2年に華族に列し明治17年（1884年）に子爵となった。

## 歴代藩主

### 小笠原家
譜代　40,000石　（1632年 - 1645年）
1. 忠知

### 松平〔能見〕家
譜代　32,000石　（1645年 - 1871年）
1. 英親
2. 重栄
3. 重休
4. 親純
5. 親盈
6. 親貞
7. 親賢
8. 親明
9. 親良
10. 親貴

## 幕末の領地
- 豊後国
  - 国東郡のうち - 87村
  - 速見郡のうち - 42村